# Adele Galli
Adele Galli (Torino, 1870 – Torino, 5 novembre 1909) è stata una scrittrice e poetessa italiana.

## Biografia
Adele Galli nacque a Torino nel 1870, figlia di Giuseppe Galli e di Annetta Glena. Compì gli studi universitari presso l’Università di Torino sotto la guida di Arturo Graf. Fu poi insegnante di letteratura italiana presso l'Istituto Margherita di Savoia di Torino.
Pubblicò i libri di poesie: Liriche (1898) e il patriottico L’anima dell’Italia (1903).
Collaborò con articoli e poesie a riviste letterarie e al quindicinale La Donna.
Nel marzo 1907 fu eletta a far parte del direttivo della Società per l’arbitrato internazionale per la pace di Torino, in cui sedeva tra gli altri Edmondo De Amicis.
Il 5 novembre 1909 morì a Torino all’età di 39 anni. Fu sepolta nel cimitero di Giaveno-Sala.

## Opere
- Liriche, casa editrice Galli, 1898
- L’anima dell’Italia, Roux e Viarengo, 1903
- Alla Villa della Regina, articolo illustrato,  in La donna, n.3, febbraio 1905.
- La pagina dei versi, contiene gli inediti Vespero, Mattino, Parla un'oscura erinni, Parla una maschera, in La donna n. 13, luglio 1905
- Per una sconosciuta, racconto, in La donna, n.17, settembre 1905.
- Erinni, in La donna, n.32, maggio 1906.

## La critica
- L’Aspro, su La Stampa, 20 maggio 1898.

- Dino Mantovani, su La Stampa, 29 giugno 1903.

- Giovanni Faldella: ‘’Piemonte ed Italia. Rapsodia di storia patriottica’’. Torino, S. Lattes, 1910. p.178.

- Camilla Bisi:  ‘’Poetesse d’Italia’’ Milano, Quintieri, 1916. p.9.[9]